# 中国国民党汉口市党部
中国国民党汉口市党部是中国国民党在汉口市的组织。

## 历史
| 1923      | 联俄容共                 |
| 1923      | 成立汉口市党部           |
| 1924      | 第一次全国代表大会       |
| 1925      | 召开汉口市第一次代表大会 |
| 1926      |                          |
| 1927      | 北伐军占领汉口市         |
| 1928      | 清党                     |
| 1928      | 整理党务                 |
| 1929–1937 |                          |
| 1938      | 日军占领汉口市           |
| 1939–1944 |                          |
| 1945      | 日本投降                 |
| 1946      |                          |
| 1947      | 与三青团合并             |
| 1948      |                          |
| 1949      | 解放军占领汉口市         |

第一次国共合作期间，全国各地中共党员及国民党左派改组或建立了国民党的各级党部。1923年12月，中共武汉区委委员刘伯垂、项英等人在汉口秘密成立汉口市党部筹备处。1924年3月，汉口执行部成立，指挥湖北、湖南、陕西三省党务。5月13日，机关遭军警破坏，多人被捕，汉口执行部终止。1924年冬，郭聘伯等人另行组织汉口市党部筹备处，1925年初，中央第75次会议决议汉口市党部筹备处为不合法组织，由刘伯垂等人重新组织特别市党部。5月21日，刘伯垂等人成立汉口特别市临时党部，直属中央，辖汉口、汉阳和武昌徐家棚。国民党右派则不经中央同意，另行组织汉口特别市党部筹备处。两派针锋相对。1925年12月，汉口特别市党部召开第一次代表大会，正式成立汉口特别市党部，并选举产生第一届执行委员会。1926年7月27日，因陈独秀、鲍罗廷决定接受《整理党务案》，中共湖北地委指令中共党员刘伯垂、许之桢、黄立三、秦怡君、许白昊退出汉口特别市党部执监委员会。1926年11月，汉口特别市第二次全市代表大会召开，选举产生第二届执监委员会。1927年8月5日，汪精卫领导的武汉中央决定改组汉口特别市党部，成立改组委员会，代行汉口特别市党部的职权。1927年11月16日，桂系军队占领汉口，要求改组委员会停顿工作，但汉口特别市党部改组委员会采取抵制措施，选举产生汉口特别市党部整理党务临时委员会，并于12月4日在程潜的支持下召开第三次全市代表大会，选举产生第三届执行委员会。
1928年4月，蒋介石中央派人成立汉口特别市党部党务指导委员会，5月21日宣誓就职。1929年3月26日，中央军入驻汉口，4月，中央解散汉口特别市党部，成立汉口特别市党部临时整理委员会，直属中央。1933年1月，市党部举行选举，但被中央宣布选举无效，汉口特别市党部临时整理委员会被改为汉口特别市党务整理委员会。1936年3月，汉口特别市党部设计委员会成立。1938年10月，汉口沦陷前，中央改组汉口特别市党部，驻地改为汉口法租界，转入地下活动，部分工作人员则撤至恩施。1943年，市党部被日军彻底捣毁。
1945年8月日本投降后，汉口特别市党部主任委员袁雍接收汪精卫政权的国民党党员及其它机构，市党部重新实行执监委员制，辖研口、宝善、汉正、新安、三民、中山、云樵、大智、华景、和平、张公区党部。1947年9月，与三青团汉口区团合并。1949年5月9日，市党部主任委员袁雍等徹往衡阳，中央电令任黄焕如为市党部主任委员，执行委员王一之任书记长，黄焕如和王一之商议后决定解散汉口特别市党部，遣散工作人员。